# Mariene ecoregio Zuidelijke Shetlandeilanden
De Mariene ecoregio Zuidelijke Shetlandeilanden (222) (Engels: South Shetland Islands marine ecoregion) is een biogeografische regio en ligt in de overgang van de Zuid-Atlantische Oceaan naar de Zuidelijke Oceaan in de Mariene provincie Scotiazee (60) in het Marien rijk Zuidelijke Oceaan. De mariene ecoregio is vastgesteld door het World Wide Fund for Nature en The Nature Conservancy en is vernoemd naar de Zuidelijke Shetlandeilanden.
In het zuiden grenst het gebied aan de mariene ecoregio Antarctisch Schiereiland (223).

## Geografie
De mariene ecoregio ligt in de overgang van de Zuid-Atlantische Oceaan naar de Zuidelijke Oceaan rond de Zuidelijke Shetlandeilanden ten noorden van het Antarctisch Schiereiland, exclusief de kustwateren van dit schiereiland. Het gebied ligt aan de zuidwestrand van de Scotiazee en strekt zich uit van de wateren rond het eiland Clarence in het noordoosten tot de eilanden Smith en Low in het zuidwesten.
Door het gebied stroomt de oostenwinddrift en de westenwinddrift.

## Biogeografie
Het gebied kent zeeleven dat houdt van arctische temperaturen.